# Bohortha
Bohortha – wieś w Anglii, w Kornwalii. Leży 39 km na wschód od miasta Penzance i 374 km na południowy zachód od Londynu.